# Мохенджо-Даро

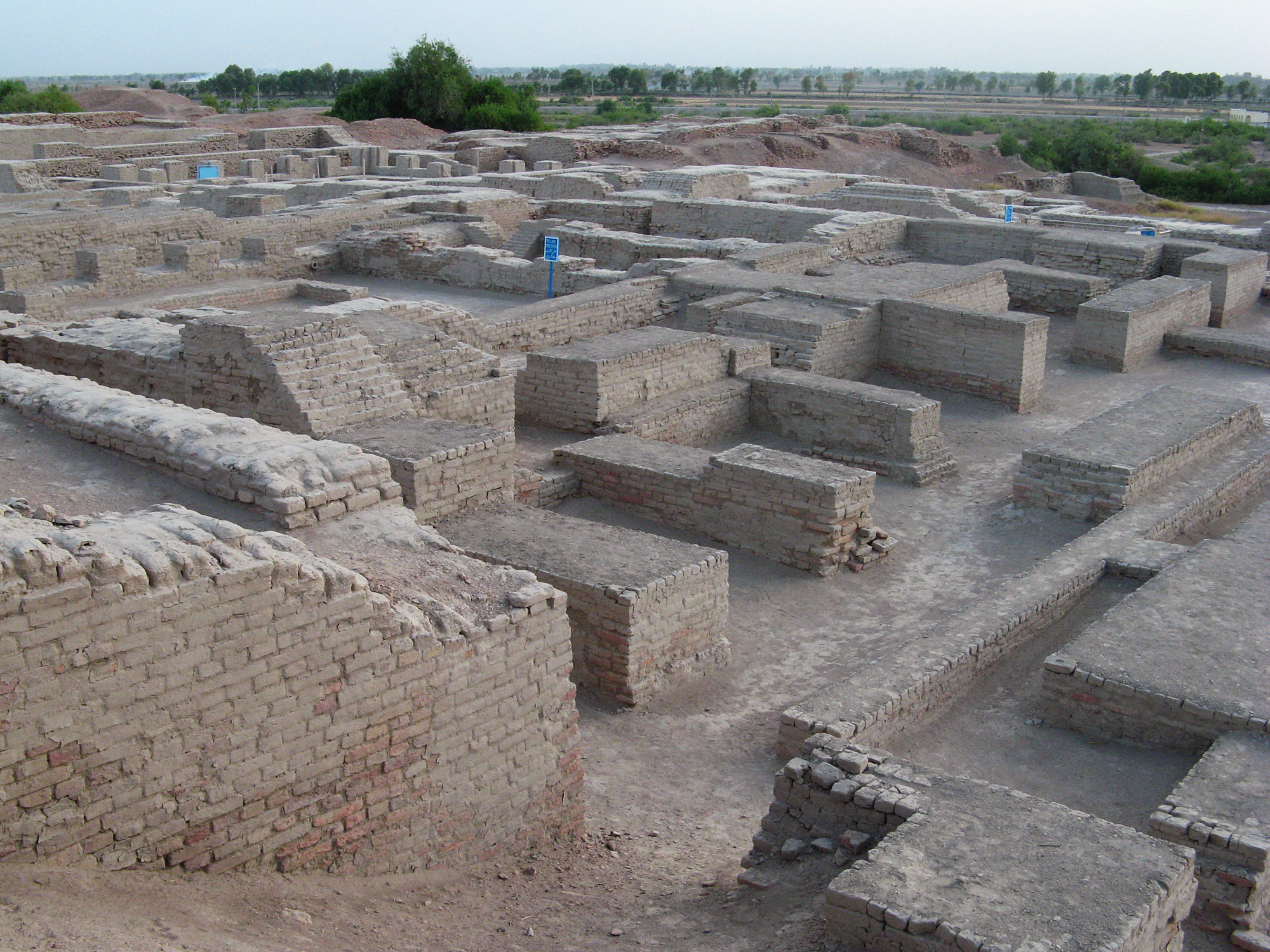
Розкопані археологами руїни Мохенджо-Даро

Мохе́нджо-Да́ро (урду موئن جودڑو, синдхі موئن جو دڙو, досл. «пагорб мерців») — місто цивілізації долини Інду, яке виникло близько 2600 року до н. е. Розташоване в Пакистані, у провінції Сінд. Є найдавнішим містом долини Інду і одним з перших міст в історії Південної Азії, сучасником цивілізації Стародавнього Єгипту і Межиріччя.

## Історія
Місто Мохенджо-Даро виникло близько 2600 року до н. е. і було покинуте десь за дев'ятсот років по тому. Вважається, що за часів розквіту місто було адміністративним центром цивілізації долини Інду і одним з найрозвиненіших міст Південної Азії. Імовірно, його мешканці зазнали винищення під час навали арійців.
«Пагорб мерців» був уперше серйозно досліджений в 1920-х роках експедицією британського археолога Джона Маршалла, який назвав знахідки Мохенджо-Даро «ідентичними» артефактам, виявленим у Хараппі, на 400 км вище за течією Інду (див. «Індська цивілізація»).
У попередніх дослідженнях «пагорб мерців» описувався як прикордонна фортеця месопотамської цивілізації, однак спроби ідентифікувати Мохенджо-Даро й інші центри Індської цивілізації зі східними містами-державами, згаданими в шумерських текстах, поки що безуспішні.

## Археологія
Історія вивчення Мохенджо-Даро почалася в польовий сезон 1911-1912 років, коли територію комплексу відвідав індійський громадський діяч і сходознавець Рамакрішна Гопал Бхандаркар. Однак, вважаючи руїни недостатньо давніми, він не виявив до них великого інтересу. Через кілька років до Мохенджо-Даро приїхав співвітчизник Бхандаркара — археолог Рахалдас Банерджі. Досліджуючи в 1919-1920-х роках руїни буддистської ступи, він з подивом виявив сліди значно давніших культурних шарів.
Мохенджо-Даро виділяється серед інших центрів Індської цивілізації майже ідеальним плануванням, використанням як основного будівельного матеріалу обпаленої цегли, а також наявністю складних іригаційних і культових споруд. Серед інших будівель, звертають на себе увагу зерносховище, «великий басейн» для ритуальних обмивань площею 83 м² і «піднесена» цитадель (можливо, призначалася для захисту від повеней). У Мохенджо-Даро були виявлені чи не перші відомі археологам громадські туалети, а також система міської каналізації. Частина території нижнього міста, де селився простолюд, була згодом затоплена Індом і тому лишається недослідженою.
На відміну від цивілізацій Єгипту та Межиріччя, де залишилися переважно культові споруди та гробниці, у Мохенджо-Даро приділяли багато уваги міській інфраструктурі, яка використовувалася усіма жителями. Також тут використовували бавовну.
До сьогодні збереглися артефакти, що підтверджують використання нафти у Стародавній Індії. На руїнах давньоіндійського міста Мохенджо-Даро був виявлений величезний басейн, побудований у III тис. до н. е., дно і стіни якого були вкриті шаром асфальту.

## Загибель Мохенджо-Даро у світлі теорії палеоконтакту
1979 року світ побачила книга Девіда Девенпорта та Етторе Вінченті «Атомний вибух у 2000 році до нашої ери» («Atomic Destructionin 2000 BC»). На сторінках книги автори робили твердження про сліди вибуху, схожого на атомний, на руїнах комплексу Мохенджо-Даро. Наводяться спостереження та розрахунки, згідно з якими епіцентр вибуху становив близько 50 метрів. По центру вибуху всі будівлі виявилися зруйнованими, а цегла та каміння оплавленими. Тут же стверджувалося, що головна причина, через яку на території Мохенджо-Даро було знайдено малу кількість людських останків, — той вибух, який миттєво випарував усіх, хто був близьким до епіцентру. Дослідники навіть зібрали якісь «чорні камені» — артефакти, знайдені ними на території стародавнього міста, — і віддали їх до Інституту Мінералогії Римського Університету та до лабораторії Національної ради досліджень в Італії на обстеження. За результатами виявилось, що тектити є розплавленою керамікою. Проводячи паралелі з певними перекладами текстів індійської міфології, Девенпорт та Вінченті дійшли висновку, що Мохенджо-Даро постраждав від «зброї богів» і був, мабуть, знищений невеликою атомною бомбою. 
У давньоіндійських епосах дійсно є описи дуже нетривіальних подій. В епосі «Махабхарата» говориться: «Тоді... могутній Пандава... здійснив... найвищий обряд очищення і почав показувати небесну зброю, яку вручили йому боги... Сяючий Каунтея потужними руками пустив у хід одну за одною всю чудову зброю. Щойно він привів у дію зброю небес, Земля подалася під ногами і затремтіла разом з деревами, схвилювалися річки і великий охоронець вод [океан], розкололися скелі. Не дув більше вітер, померкло [світило], що ллє тисячі променів, погас вогонь... Мешканці земних надр у страху вибралися назовні і оточили Пандаву... Обпалені [вогнем небесної] зброї, смиренно склавши долоні і прикриваючи обличчя, вони, тремтячи, молили [про пощаду]». 
Девенпорт вивчав руїни Мохенджо-Даро, і дійшов висновку, що, ймовірно, знищення саме цього міста могло бути описане в древніх індійських текстах.

## Галерея

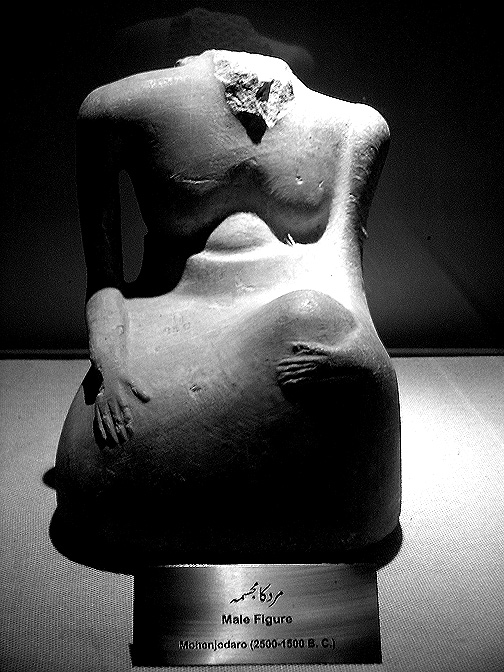
Скульптура чоловіка
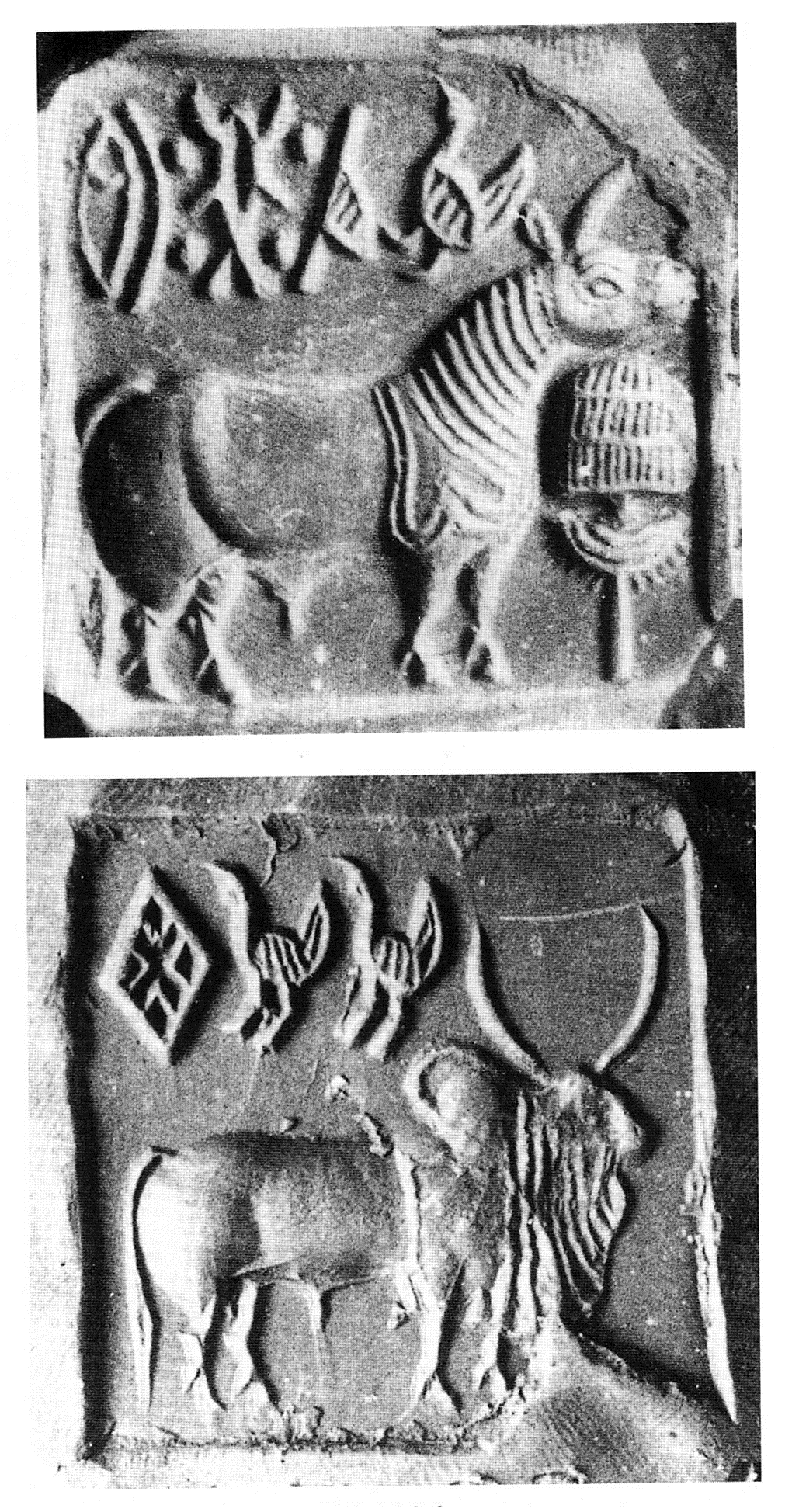
Печатки
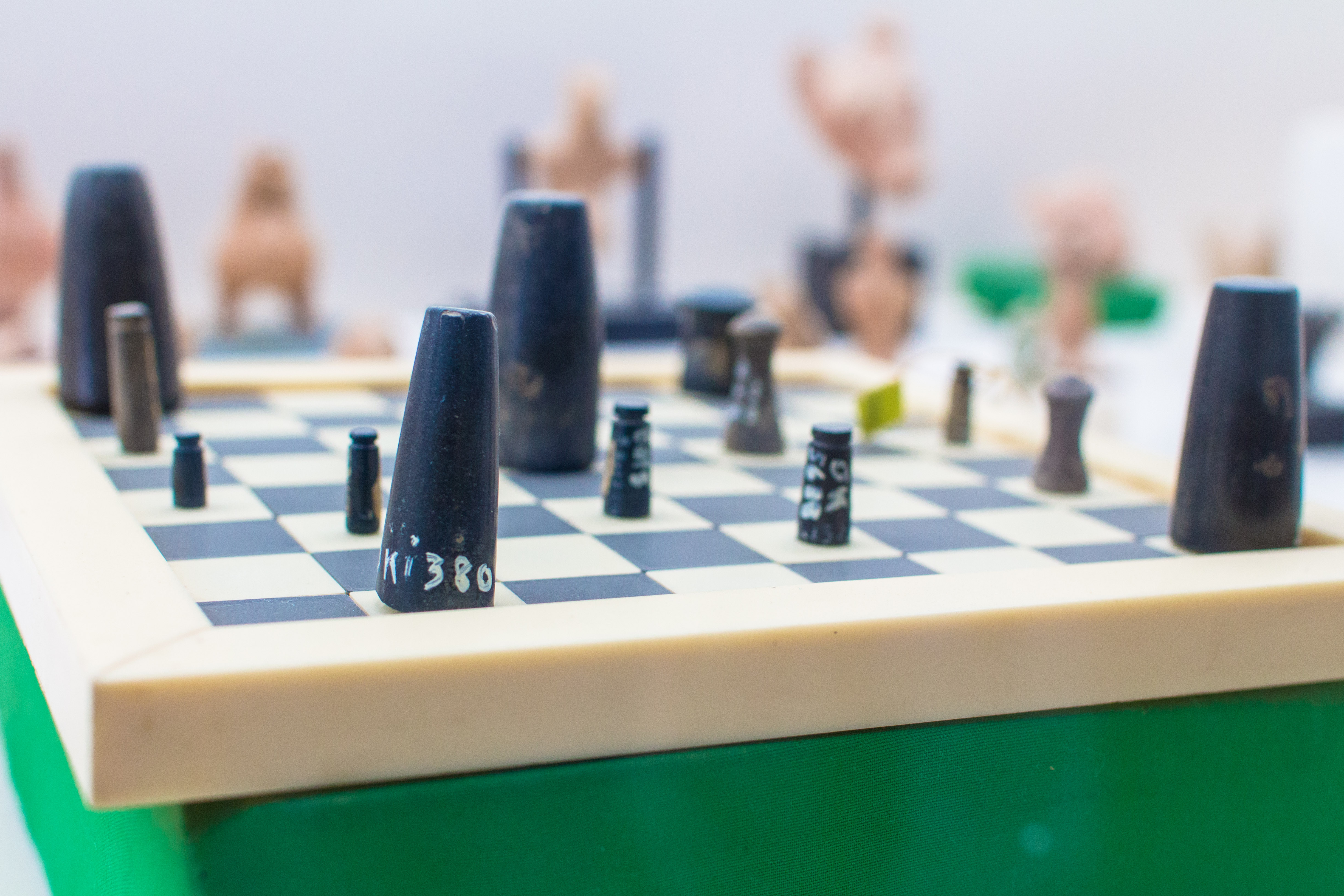
Шахи
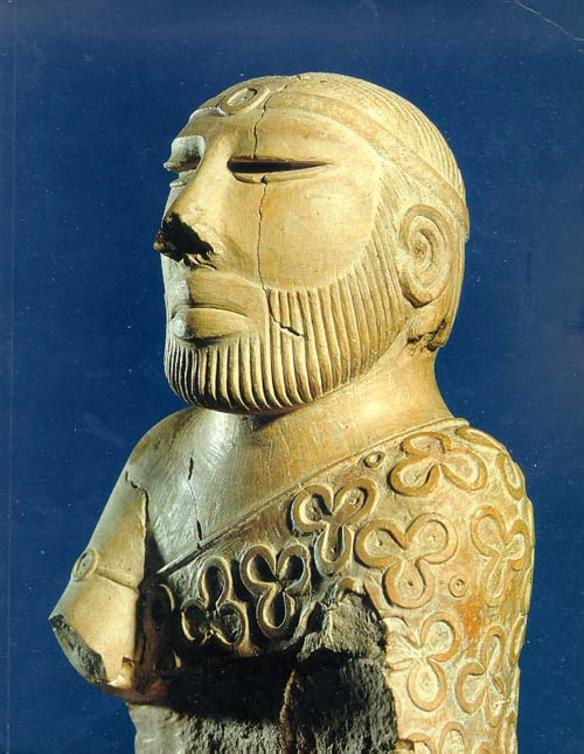
Статуетка царя-жерця з Мохенджо-Даро.
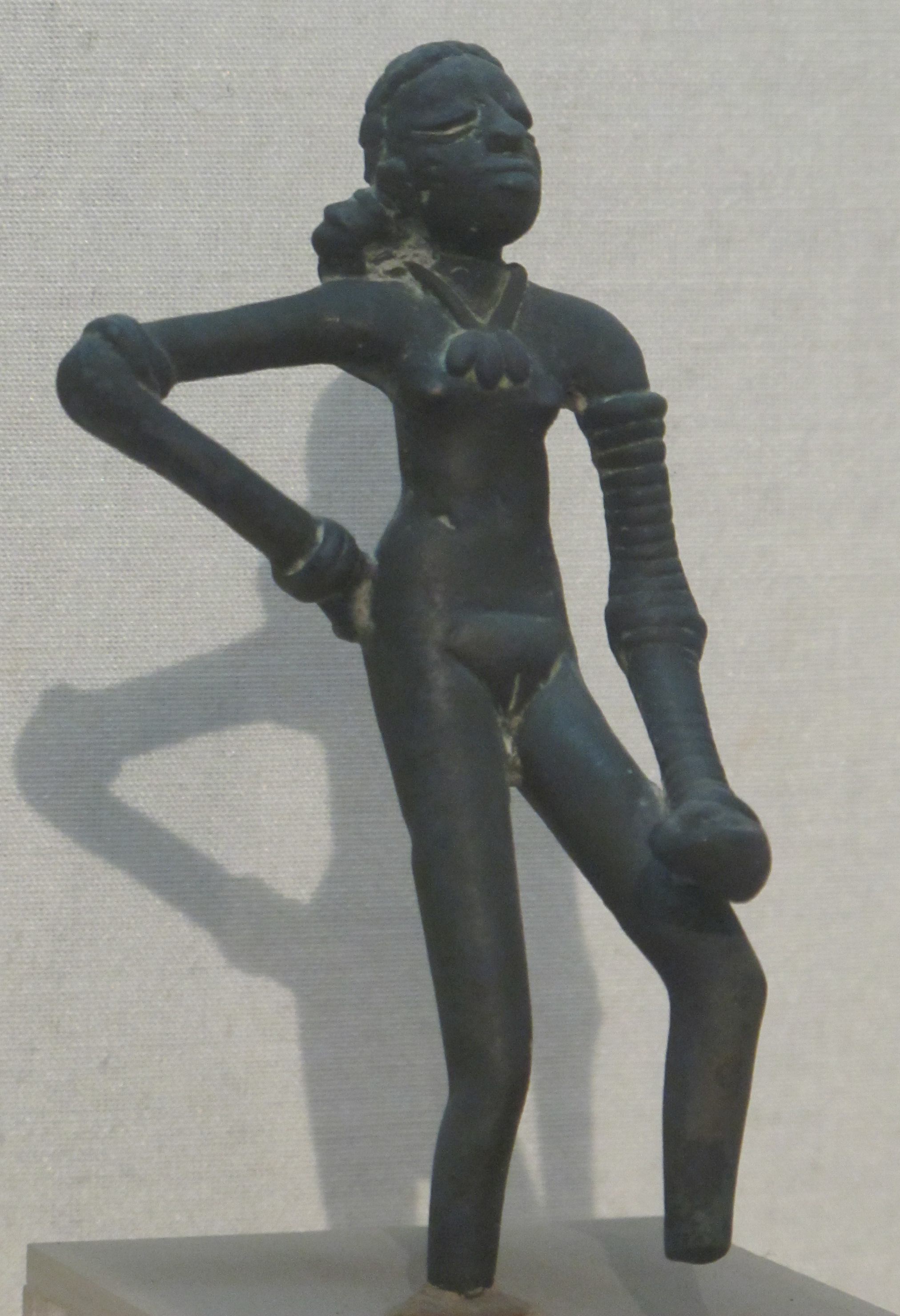
Танцююча дівчина з Мохенджо-Даро.